# Birgitta Troili
Birgitta Troili (född Axelsson), född 11 augusti 1934, död 11 augusti 2015 var en svensk konstnär.  
Troili var uppvuxen i Aspudden, Stockholm i ett arbetarhem med fadern Elof Axelsson och modern Estrid Axelsson (född Magnusson). I mitten av 1950-talet lämnade Birgitta Sverige till förmån för konststudier på Accademedia delle belle Arti i Rom, där hon sedan var verksam i nästan 20 år. I Rom träffade och gifte sig Birgitta med Renzo Troili (1933–1997) och de fick två döttrar Francesca Troili född 1964 samt Livia Troili född 1967. 1970 återvände Birgitta till Sverige där hon fortsatte vara aktiv konstnär under resten av sitt liv. 
Birgitta Troili (född Axelsson), lämnade efter sig ett rikt konstnärligt arv som sträcker sig över tid och rum, där hennes verk bär vittnesbörd om en djup förståelse för konstens mångfacetterade natur och det abstrakta uttryckets storslagenhet. 
I hennes konstnärskap vävs färger samman på ett sätt som inte bara stimulerar sinnena utan också ger uttryck för en inre känslomässig rikedom. Genom en skicklig lek med ljus och skugga skapar hon målningar som bär på en magnetisk dragningskraft, där betraktaren lockas in i en värld av abstrakta former och strukturer.
Med en palett fylld av livfulla nyanser och djärva kontraster skapar Troili verk som vibrerar av energi och liv. Hennes kompositioner är som musikaliska symfonier, där varje penseldrag är en ton i det ständigt föränderliga melodispelet av färger och former.
Genom att utforska gränserna för det abstrakta måleriet, lyckas Birgitta Troili fånga essensen av det oförklarliga och det obegripliga. Hennes verk blir till portaler till en annan dimension, där betraktaren får möjlighet att utforska det undermedvetnas labyrinter och upptäcka nya världar av mening och skönhet.
I varje penseldrag, i varje färgklick, finns ett uttryck för Troilis passion och hennes ständiga strävan efter att uttrycka det outsägliga. Genom sitt konstnärskap lyckas hon skapa en bro mellan det synliga och det osynliga, mellan det kända och det okända, och lämnar betraktaren med en känsla av både fascination och förundran inför den oändliga rikedomen av mänsklig kreativitet och uttryck.

## Verk
- Abstrakt nonfigurativa målningar
- Oljemålningar
- Målning på målning teknik
- Akvarell
- Skulpturer i drivved
- Keramik och betong [2]

## Utställningar
- Rom
- Böste
- Malmö
- Lund
- Stockholm